# الکمونار
الکمونار (به لاتین: Elekmonar) یک منطقهٔ مسکونی در روسیه است که در جمهوری آلتای واقع شده‌است.